# George Halas
George Stanley Halas Sr. (Chicago, 2 febbraio 1895 – Chicago, 31 ottobre 1983) è stato un allenatore di football americano e giocatore di football americano statunitense, proprietario e pioniere del football professionistico.
Soprannominato "Papa Bear" e "Mr. Everything", fu il leader dei Chicago Bears della National Football League (NFL).
Fu anche un meno noto inventore, giurista, produttore, filantropo, filatelista e giocatore di baseball professionista; nel 1919 giocò 12 partite nei New York Yankees.
Il 24 luglio 1915 avrebbe dovuto imbarcarsi sulla SS Eastland, ma arrivò in ritardo, solo quando la nave era già capovolta mentre era ancora ancorata al molo. Il suo nome venne inserito nella lista dei deceduti, ma quando i suoi amici andarono a casa sua per fargli le condoglianze lo trovarono sano e salvo.  

## Carriera da giocatore e allenatore
Dopo aver giocato un anno a football con gli Hammond Pros (conosciuti anche come All-Stars), Halas si spostò a Decatur, Illinois per lavorare con la A. E. Staley Company, un'impresa nella lavorazione dell'amido. Egli servì l'azienda come rappresentante, come esterno nella squadra di baseball sponsorizzata dalla compagnia e come allenatore nella squadra di football sempre sponsorizzata dall'impresa. Halas scelse i colori della sua alma mater, arancione e blu, per le uniformi della squadra. Nel 1920, Halas rappresentò gli Staleys all'incontro che formò la American Professional Football Association (divenuta NFL nel 1922) a Canton, Ohio.
Dopo aver subito delle perdite finanziarie malgrado un record di 10-1-2, il fondatore della compagnia che aveva dato il nome alla squadra, Augustus E. Staley, lasciò il controllo della squadra ad Halas nel 1921. Halas trasferì la franchigia a Chicago e si unì al compagno Dutch Sternaman come partner. I nuovi "Chicago Staleys" riuscirono a vincere il titolo NFL quell'anno. Essi assunsero la denominazione Bears nel 1922 come tributo ai Chicago Cubs di baseball ("Cub" in inglese significa "cucciolo d'orso"), che permisero ai Bears di disputare le loro gare al Wrigley Field.
Halas non solo allenò la squadra ma giocò anche come end (wide receiver in attacco, defensive end in difesa), si occupò delle vendite dei biglietti e degli affari di amministrazione del club. Come se ciò non bastasse, la leggenda dice che si occupasse anche di vendere i biglietti prima delle partite. Inserito nella formazione ideale della NFL degli anni 1920, il momento più alto della sua carriera da giocare fu quando nel 1923 strappò un pallone a Jim Thorpe, recuperò il fumble e lo ritornò per 98 yard, un record NFL che resistette fino al 1972. Nel 1925, Halas persuase la stella dell'Università dell'Illinois Red Grange a unirsi ai Bears: fu un passo significativo per stabilire la popolarità e l'importanza della lega, che precedentemente era vista come un ritrovo per giocatori meno dotati.

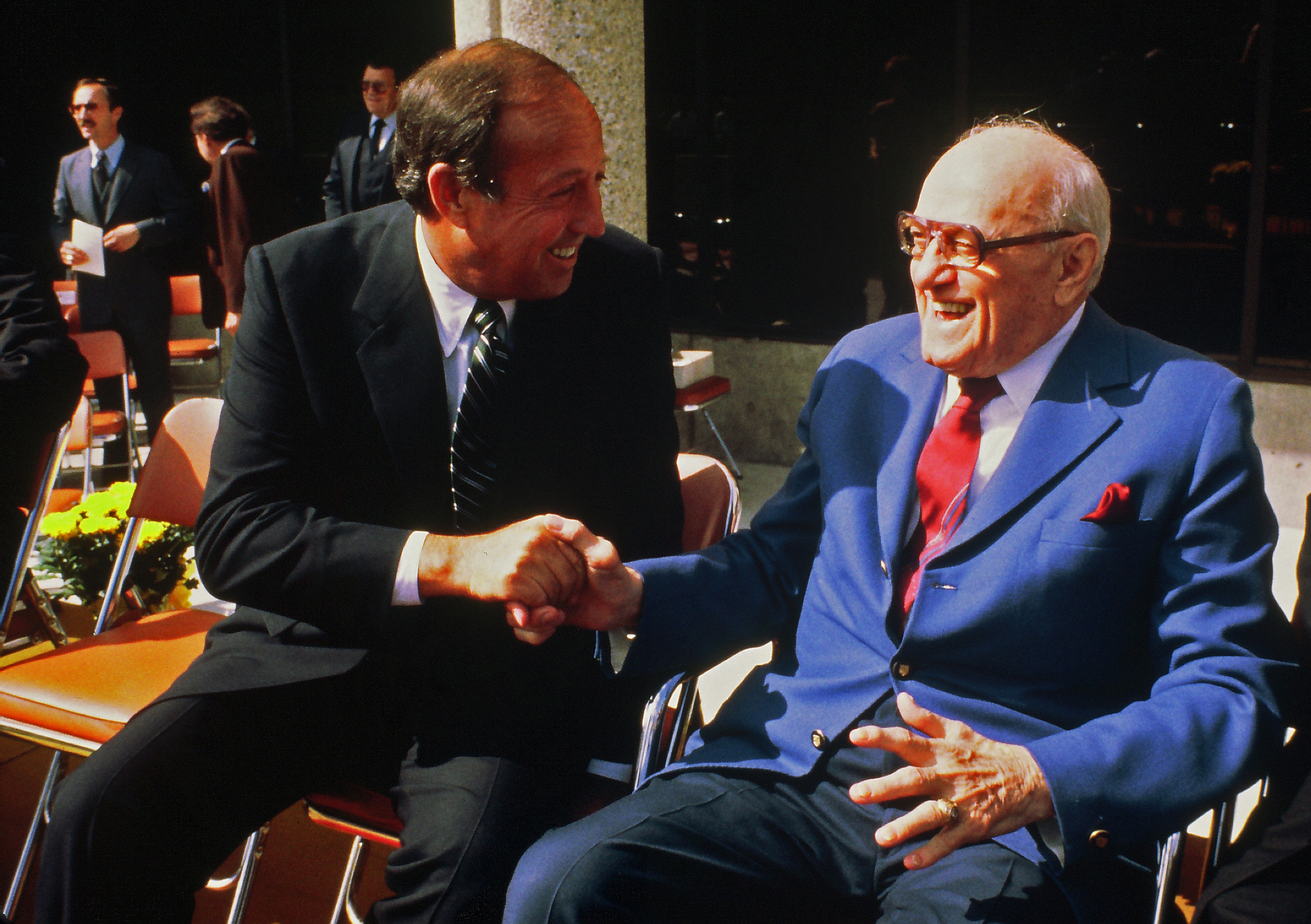
Pete Rozelle (sinistra) con George Halas (destra) all'inizio degli anni 80

Dopo dieci stagioni, Halas fece un passo indietro lasciando il campo e la panchina nel 1930, rimanendo però proprietario, diventandone l'unico nel 1932. Il richiamo del campo però fu troppo forte e Halas fece ritorno nel 1933 come allenatore dei Bears per altre dieci stagioni. Durante la sua assenza in panchina, la squadra aveva vinto il campionato nel 1932. Nel 1934 i Bears rimasero imbattuti per tutta la stagione fino alla sconfitta in finale coi New York Giants.

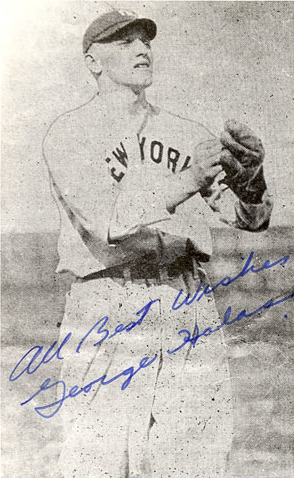
Halas durante la sua breve carriera nel baseball con i New York Yankees

Alla fine degli anni trenta, Halas , con l'allenatore della University of Chicago Clark Shaughnessy, perfezionò la formazione "a T" creando un rivoluzionario e dominante stile di gioco che guidò i Bears a una clamorosa vittoria per 73-0 sui Washington Redskins nella finale del 1940. Ogni squadra della lega iniziò a tentare di imitare immediatamente quel formato. I Bears si confermarono campioni NFL 1941 e gli anni quaranta sarebbero stati ricordati come l'epoca dei "Monsters of the Midway".
Halas e Shaughnessy crearono un concetto rivoluzionario nella formazione a T. Il complesso di giri, cambi di direzione e finte, tutte basate sulla versatilità atletica, richiese di eseguire degli schermi, limitando le capacità dei giocatori disponibili. Alla ricerca di un quarterback per condurre il suo nuovo attacco, Halas fu particolarmente impressionato da Sid Luckman, stella nei passaggi della Columbia University. Anche se Luckman era un tailback per un attacco ad ala singola, Halas sentì che era il quarterback perfetto per questo attacco. Luckman giocò una carriera da Hall of Fame, dal 1939 al 1950. Halas non fu altrettanto soddisfatto degli altri giocatori che succedettero a Luckman dietro il centro. Durante questo secondo periodo come allenatore, George ebbe nel roster dei Bears due futuri membri della Hall of Fame, Bobby Layne nel 1948 e George Blanda dal 1949 al 1958. Altri giocatori degni di nota inclusero il vincitore dell'Heisman Trophy Johnny Lujack dal 1948 al 1951 e Zeke Bratkowski dal 1954 al 1960. Blanda giocò nella NFL fino al 1975; Bratkowski si trasferì ai Green Bay Packers di Vince Lombardi dal 1960 al 1971 e Bobby Layne guidò i Detroit Lions a tre finali di campionato dal 1952 al 1954 vincendone due.
Halas tornò nella Marina dopo l'avvento della seconda guerra mondiale nel 1942, col grado di capitano di corvetta. Egli servì in marina per 20 mesi agli ordini dell'ammiraglio Nimitz e i suoi doveri erano quelli di provvedere al benessere e alle attività ricreative della settima flotta. Fu decorato con la Stella di Bronzo e congedato nel 1946 col grado di capitano di vascello. Mentre era in Marina, i Bears vinsero un altro titolo nel 1943. Tornato sul campo nel 1946, egli allenò la squadra per un terzo decennio, vincendo ancora il suo nel suo primo anno di ritorno, Quello stesso anno, Halas si incontrò col capo dell'Esercito statunitense, il generale Dwight Eisenhower, il capitano della marina, l'Ammiraglio Chester Nimitz e il capo delle forze aeree, il Generale Carl Spaatz, cui Halas si offrì di organizzare un'annuale gara di football di beneficenza, con i Bears come organizzatori. A metà del 1957, la gara aveva raccolto 438.350 dollari e il totale di tutte le gare dal 1946 al 1957 fu di oltre due milioni di dollari.
Dopo una breve pausa nel 1956-57, Halas riassunse il controllo della squadra per un ultimo decennio dal 1958 al 1967, vincendo il suo ultimo campionato nel 1963. Egli non ottenne però gli stessi successi del periodo precedente la guerra. George vinse la duecentesima gara nel 1950 e la trecentesima nel 1965, divenendo il primo allenatore a raggiungere entrambi i traguardi. In 40 anni come allenatore, ebbe solamente 6 stagioni con un record negativo.

### Anni successivi
Dopo la stagione 1967, Halas, l'allora allenatore più vecchio della storia, si ritirò dal campo. Egli continuò ad essere il proprietario principale e mantenne un ruolo attivo nelle operazioni della squadra fino alla sua morte. Fu onorato nel 1970 e nel 1980 come l'unica persona ad essere stata coinvolta nella lega nei suoi primi 50 e 60 anni. Suo figlio George Jr. servì come presidente dei Bears dal 1963 fino alla sua morte improvvisa a 54 anni nel 1979. Uno degli ultimi atti significati di Halas fu di assumere Mike Ditka come capo-allenatore nel 1982 (Ditka era stato un giocatore di Halas negli anni sessanta).
Nel film per la televisione del 1971 La canzone di Brian, sull'amicizia tra i giocatori dei Chicago Bears Brian Piccolo e Gale Sayers, Halas fu interpretato da Jack Warden, che vinse un Emmy Award per la sua interpretazione.

### Morte
Halas morì di tumore del pancreas a Chicago il 31 ottobre 1983, all'età di 88 anni e fu sepolto al St. Adalbert Catholic Cemetery a Niles, Illinois. La sua figlia maggiore, Virginia Halas McCaskey, gli succedette come proprietario di maggioranza del club e suo figlio Michael McCaskey fu il presidente della squadra nel periodo 1983-1999, quando la signora McCaskey fu costretta a licenziare il suo stesso figlio. Nella stagione 1985, i Bears vinsero il loro primo Super Bowl e registrarono la canzone "Super Bowl Shuffle." dedicando nel testo la vittoria a Mike [Ditka] e "Papa Bear Halas".
Il Super Bowl XVIII (giocato tre mesi dopo la sua morte) fu dedicato ad Halas. La cerimonia inaugurale incluse un momento di silenzio e il lancio della monetina fu fatto dall'ex giocatore dei Bears Bronko Nagurski.

### Impatto nel football
Un pioniere dentro e fuori dal campo, Halas fece dei Bears la prima squadra a tenere delle sessioni di allenamento giornaliere, ad analizzare i filmati degli avversari per trovare le loro debolezze ed analizzare lo stile del loro attacco, ad avere degli assistenti allenatori durante le partite e a trasmettere le partite alla radio. Egli inoltre si offrì di cedere i guadagni derivanti dai diritti televisivi alle squadre locate in città minori, credendo fermamente che alla fine ne avrebbe beneficiato anche la sua squadra. Un convinto fautore della disciplina, Halas mantenne il pieno controllo della sua squadra e non tollerò disubbidienze o insubordinazioni da parte dei giocatori. Inoltre insistette sulla ferma onestà nel condurre gli affari, credendo che una stretta di mano fosse sufficiente a finalizzare un accordo e che non ci fosse bisogno che di pochi, o nessun, intermediari.
L'impatto di George Halas è sintetizzata nei seguenti numeri: 63 anni come proprietario, 40 come allenatore, 324 vittorie e 8 titoli NFL come allenatore o proprietario. Fu inserito nella Pro Football Hall of Fame nella sua classe inaugurale nel 1963.

## Palmarès
- Campionati NFL: 6

1921, 1933, 1940, 1941, 1946, 1963
- Allenatore dell'anno: 2

1963, 1965
- Formazione ideale della NFL degli anni 1920
- Record dei Chicago Bears per vittorie in carriera (324)
- Numero 7 ritirato dai Bears
- Pro Football Hall of Fame

## Statistiche
| Partite totali | 497 |